# Björn Meyer (Schauspieler)

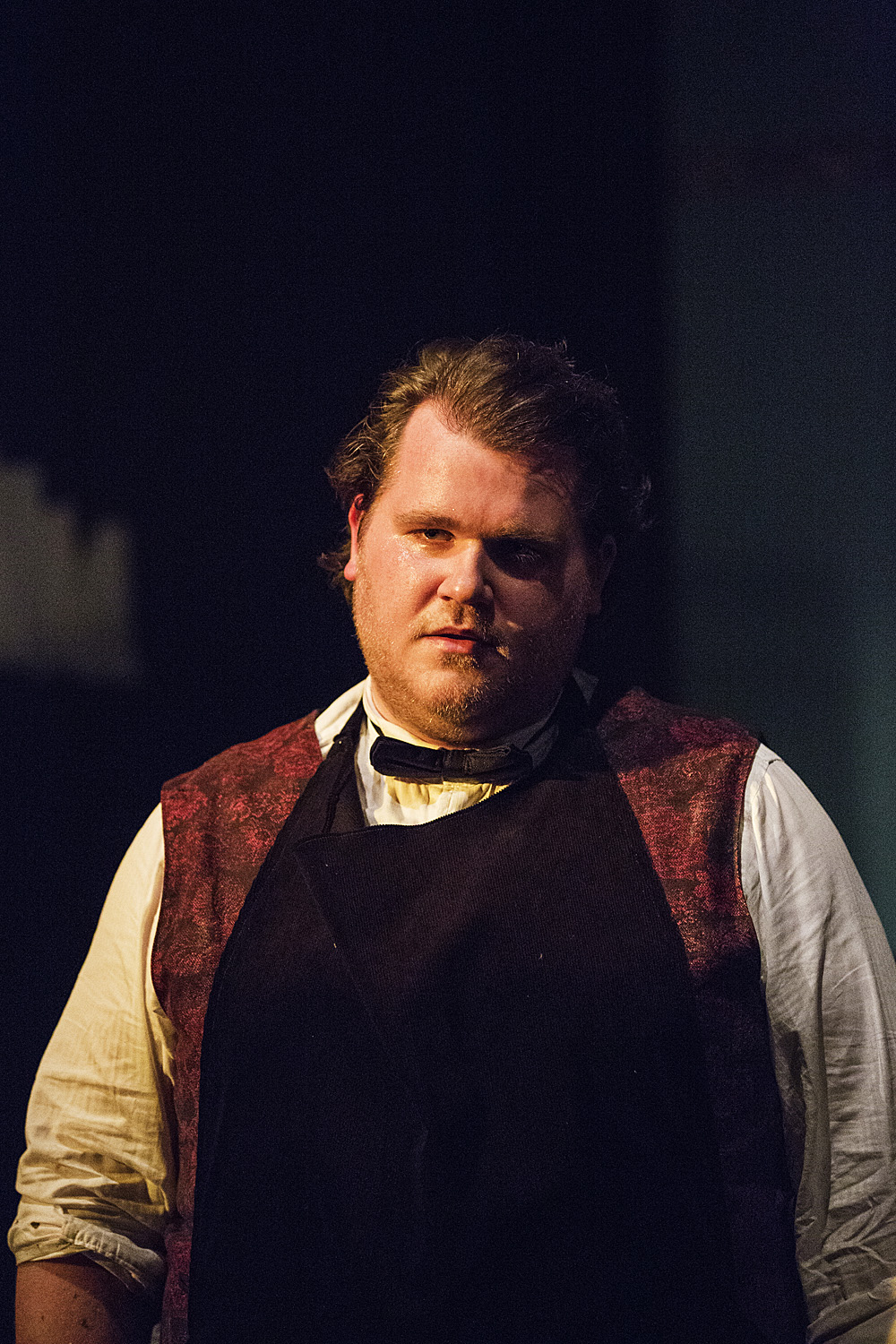
Björn Meyer im Stück KarlMaySelf im Lichthof Theater in Hamburg (Januar 2015)

Björn Meyer (* 1989 in Lüdenscheid) ist ein deutscher Schauspieler.

## Leben
Björn Meyer sammelte Bühnenerfahrungen beim Amateur-Theater des CVJM Die Bühnenmäuse in seiner Heimatstadt Lüdenscheid. Dort stand er seit den 1990er Jahren unter der Regie von Reinhard Meyer wiederholt in unterschiedlichen Rollen auf der Bühne. Auch am Geschwister-Scholl-Gymnasium in Lüdenscheid war er als Darsteller aktiv. An dieser Schule legte er 2009 die allgemeine Hochschulreife ab.
Von 2010 bis 2014 absolvierte er eine Schauspielausbildung an der Theaterakademie der Hochschule für Musik und Theater in Hamburg. Hier hatte er seine ersten Rollen in Stücken wie Ein Stern ohne Namen oder Dämonen. Gastweise war er des Weiteren während seiner Ausbildung an der Hamburger Kammeroper, am Thalia Theater, am St. Pauli Theater, auf Kampnagel und im Lichthof zu sehen. Am Thalia Theater spielte Meyer u. a. in Frühlings Erwachen von Frank Wedekind unter der Regie von Karin Neuhäuser. Ebenfalls am Thalia Theater arbeitete er mit den estnischen Regisseuren Tiit Ojasoo und Ene-Liis Semper in Die Stunde, da wir nichts voneinander wußten von Peter Handke und mit dem Regisseur Antú Romero Nunes zusammen. In der Spielzeit 2016/17 war er Ensemblemitglied am Schauspiel Frankfurt. Während seines ersten Festengagements am Schauspiel Frankfurt arbeitete er u. a. mit Ersan Mondtag und Julie Van den Berghe. Seit der Spielzeit 2017/18 ist Björn Meyer festes Ensemblemitglied am Thalia Theater. Für die Theaterproduktion Hänsel und Gretel arbeitete Björn Meyer u. a. mit den Musikern Peter Tägtgren und Till Lindemann zusammen. Im Sommer 2019 trat er in der Rolle des „Dicken Vetters“ bei den Salzburger Festspielen unter der Regie von Michael Sturminger im Jedermann auf.
Björn Meyer ist auch immer wieder in Film- und Fernsehproduktionen zu sehen. 2016 wurde er für seine Leistung in Der Tatortreiniger (Folge Pfirsich Melba) mit dem Preis der Deutschen Akademie für Fernsehen ausgezeichnet. Seit 2019 gehört Meyer zum festen Team beim Tatort Münster. Er spielt den Kriminalkommissar Mirko Schrader. In der Paramount+ Serie Der Scheich vom Schweizer Regisseur Dani Levy verkörpert Björn Meyer die Hauptfigur Ringo Babbels.
Gemeinsam mit Jasper Diedrichsen tritt Björn Meyer als „Tim van Thom & Hans Blank“ auf.
Björn Meyer engagiert sich ehrenamtlich für die internationale Arbeit des CVJM/YMCA. Er unterstützt Hilfsprojekte in Sierra Leone, die er selbst besucht hat. Er lebt in Hamburg.

## Filmografie
- 2014: Die Pfefferkörner (Fernsehserie, Folge Kinderkram)
- 2015: Besser spät als nie (Fernsehfilm)
- 2015, 2018: Der Tatortreiniger (Fernsehserie, 2 Folgen)
- 2015, 2017: Großstadtrevier (Fernsehserie, verschiedene Rollen, 2 Folgen)
- 2016: Sibel & Max (Fernsehserie, Folge Sorgenkind)
- 2017: Tatort: Borowski und das dunkle Netz
- 2017: Nord bei Nordwest (Fernsehreihe, Folge Der Transport)
- 2017: Tatort: Unter Kriegern
- 2017: Magical Mystery oder: Die Rückkehr des Karl Schmidt
- 2018: SOKO Wismar (Fernsehserie, Folge Tattoo-Tod)
- 2019: Tatort: Spieglein, Spieglein
- 2019: Sarah Kohr – Das verschwundene Mädchen (Filmreihe)
- 2020: Homies – Comedy-Show mit Moritz Neumeier & Till Reiners (ZDFneo)[9]
- 2020: Polizeiruf 110: Der Tag wird kommen
- 2020: Tatort: Limbus
- 2020: Tatort: Es lebe der König!
- 2020: Stillleben (Kinofilm)
- 2021: Tatort: Rhythm and Love (Fernsehreihe)
- 2021: Eisland (Fernsehfilm)
- 2022: Tatort: Des Teufels langer Atem
- 2022: Tatort: Propheteus
- 2022: Ach du Scheiße! (Kinofilm)[10]
- 2022: Tatort: Ein Freund, ein guter Freund
- 2022: Der Scheich
- 2023: Tatort: MagicMom
- 2023: Last Exit Schinkenstraße
- 2023: Tatort: Der Mann, der in den Dschungel fiel
- 2024: Tatort: Unter Gärtnern
- 2024: Tatort: Man stirbt nur zweimal
- 2025: Tatort: Fiderallala

## Auszeichnungen
- 2016: Preis der Deutschen Akademie für Fernsehen in der Kategorie Schauspieler – Nebenrolle für Der Tatortreiniger – Pfirsich Melba

## Hörspielproduktionen
- 2017: Drachenreiter – Die Vulkan Mission (Cornelia Funke u. David Fowler), German Wahnsinn, Regie: Eduardo García
- 2019: Onkel Stan und Dan und das fast ganz ungeplante Abenteuer – (Kinderhörspiel von Jörgpeter von Clarenau nach dem Buch von A. L. Kennedy), NDR, Regie: Lisa Krumme
- 2020: Der Überläufer (Siegfried Lenz), NDR, Regie: Eva Solloch und Roman Neumann[11]
- 2020: ARD Radio Tatort – Wie, weiß keiner (Dirk Schmidt), Produktion WDR 2020, Regie: Claudia Johanna Leist
- 2021: ARD Radio Tatort – Der letzte Swipe (Ben Alexander Safier), Produktion Radio Bremen 2021, Regie: Janine Lüttmann
- 2022: Klare Sache – Hörspielserie nach dem Roman von Denise Mina, NDR 2021, Regie: Janine Lüttmann
- 2024: Am Schlick – Krimi-Hörspielserie von Marcel Raabe und Lars Werner, NDR 2024, Regie: Janine Lüttmann[12]